# Jan Jagmin-Sadowski
Jan Andrzej Jagmin-Sadowski (Grójec, 24 aprile 1895 – Varsavia, 5 ottobre 1977) è stato un generale polacco, già distintosi come ufficiale nel corso della prima guerra mondiale, e poi nella guerra sovietico-polacca. Nel corso della seconda guerra mondiale fu comandante del gruppo operativo "Śląsk". Insignito due volte dell'Ordine Virtuti militari.

## Biografia
Nacque a Grójec il 24 aprile 1895, figlio di Andrzej (morto nel 1907), un ispettore assicurativo, e Kamila Ladachowska, un'insegnante. L'iscrizione del cognome senza la lettera Ł è stata causata da un errore dell'ufficiale di stato civile. Crebbe a Tomaszów Mazowiecki, dove studiò presso la Scuola di commercio sotto la cura di suo zio Kazimierz Sadłowski, insegnante, attivista sociale e pittore, e in quella città fu tra i promotori della creazione della "Zet", un'associazione scout illegale. Dal 1912 studiò presso la Facoltà di Ingegneria Meccanica del Politecnico di Leopoli, dove entrò in contatto con la cospirazione per l'indipendenza polacca. Entrò nel Partito Socialista Polacco – Frazione Rivoluzionaria, e poi nelle Polskie Drużyny Strzeleckie. Fu allora che iniziò ad usare lo pseudonimo Jagmin, che divenne poi un'aggiunta permanente al suo cognome.
Dopo lo scoppio della prima guerra mondiale, si unì come volontario al 1° Reggimento di fanteria delle Legioni polacche. Nell'ottobre 1914 si distinse nelle battaglie di Anielin e Laski. Dal 15 novembre prestò servizio nel 5º Battaglione. Trasferito al 4º battaglione, dal 18 dicembre comandò il 3º plotone. Il 1 gennaio 1915 fu nominato sottotenente di fanteria. Nel 1915 prese parte anche a pesanti combattimenti vicino a Łowczówek, Konary e Józefów. Ferito il 3 agosto 1915 vicino a Majdan Krasieniński, fu curato nell'ospedale della fortezza n. 9 a Cracovia fino al 26 agosto, poi rimase in convalescenza nella caserma della guarigione a Kamieńsk, rientrando in servizio il 22 ottobre.   Nel 1916, come parte della 1ª Brigata della Legione, guidata da Józef Piłsudski, combatté i russi nella sanguinosa battaglia di Kostiuchnówka. Durante la crisi del giuramento fu internato dai tedeschi, insieme ad altri ufficiali, nel campo di Beniaminów (22 luglio 1917–2 agosto 1918) .
Dopo l'indipendenza della Polonia e la costituzione della Seconda Repubblica con il grado di tenente divenne istruttore presso la Scuola dei cadetti di fanteria di Varsavia. Dal 16 giugno al 30 novembre 1919 frequentò un corso presso la Scuola di guerra dello Stato Maggiore Generale a Varsavia, da dove, promosso capitano, fu inviato alla École Supérieure de Guerre a Parigi. A causa della difficile situazione militare nel paese, ritornò in Polonia il 10 agosto 1920. Promosso a maggiore di fanteria, assunse la carica di capo di stato maggiore della 3ª Divisione fanteria della legione, partecipando alle battaglie di Varsavia e del Niemen. Dopo la fine delle operazioni militari, il 1 dicembre, ripartì per la Francia.
Dopo essersi laureato con lode nell'agosto 1921,dal novembre di quell'anno al 20 marzo 1922 comandò un battaglione del 61° Reggimento fanteria. Dal 21 marzo 1922 al 26 aprile 1925 fu capo del dipartimento di mobilitazione del primo dipartimento dello stato maggiore dell'esercito polacco. Ha poi preparato il piano di mobilitazione “S”.  Il 27 aprile 1925 fu assegnato, in qualità di vicecomandante, all'11° Reggimento fanteria a Tarnowskie Góry.  Nel maggio 1926 fu assegnato al Collegio di guerra in qualità di assistente con contestuale trasferimento all'Ufficio dello Stretto Consiglio di Guerra fino al 31 ottobre dello stesso anno.  Nel novembre 1926 fu assegnato al Terzo Reparto dello Stato Maggiore Generale in qualità di capo dipartimento.  Il 23 dicembre 1927 fu trasferito nel quadro degli ufficiali di fanteria e rimase nel suo incarico attuale. Il 29 gennaio 1928 fu trasferito come comandante nel 15° Reggimento fanteria "Wilki" a Dęblin.  Il 1 gennaio 1929 fu promosso al grado di colonnello. Nel 1931 fu trasferito alla 23ª Divisione fanteria a Katowice, come comandante della fanteria, e il 17 luglio 1936 assunse il comando della Divisione. A lui si deve, tra l'altro, la costruzione delle fortificazioni dell'area fortificata "Śląsk".
Prese parte all'operazione per l'occupazione di Zaolzie (settembre-ottobre 1938).
Il 19 marzo 1939 fu promosso al grado di generale di brigata. Nella campagna di settembre 1939 comandò il gruppo operativo "Śląsk", parte dell'Armata "Kraków". Preparò una linea di difesa continua da Świerklaniec a Rybnik e Żory, rinforzata con la 23ª Divisione fanteria dell'Alta Slesia e la 55ª Divisione fanteria, il gruppo fortezza dell'area fortificata "Katowice",il 95° Gruppo di artiglieria pesante e un gruppo di artiglieria antiaerea . Il tutto era supportato da una squadriglia aerea e da un treno blindato. Una compagnia di tankette TK-3 rimase in riserva.
Le sue truppe furono coinvolte in pesanti combattimenti contro i tedeschi, spesso trasformandosi in azioni offensive in alcuni luoghi. Le battaglie più sanguinose furono combattute dalla 55ª Divisione di fanteria, dove vicino a Mikołów e Wyry inflisse gravi perdite all'8. e alla 28. Infanterie-Division tedesche. Tuttavia, in seguito allo sfondamento del fronte difensivo vicino a Częstochowa e Pszczyna, e poi, a causa dell'imminente minaccia di aggiramento, il gruppo operativo si ritirò oltre Przemsza, come parte della manovra di ritirata generale dell'esercito. Dopo aver lasciato l'Alta Slesia orientale, il Gruppo operativo fu ribattezzato GO "Jagmin". Esso prese parte ad ulteriori azioni dell'Armata "Kraków". Il 10 settembre, contrariamente all'ordine del generale Szyling di abbandonare i cannoni ai valichi della Vistola, decise di gettare le attrezzature pesanti sul ponte del genio lungo 345 metri vicino a Baranów, costruito frettolosamente dal 23° Battaglione zappatori (entro 9 ore dall'11 settembre). Il 17 e 20 settembre 1939 il gruppo operativo del generale, circondato dai tedeschi vicino a Tomaszów Lubelski, fu distrutto e lui venne fatto prigioniero.  Per cinque anni fu prigioniero di guerra, detenuto negli Oflag IV A a Honhnstein, VIII E a Johannisbrunn, IV B a Königstein e, dall'aprile 1942, VII A a Murnau.  A Murnau appartenne al gruppo Piłsudski.  Liberato il 29 aprile 1945 dalle truppe americane, partì per la Gran Bretagna dove si unì alle Forze armate polacche in Occidente. Lavorò presso l'Ufficio Storico Militare di Londra, e dal marzo 1946 presso l'Ufficio Storico Militare francese di Parigi, dove raccolse materiali relativi alla fine della guerra. Il 29 marzo 1947 ritornò in Polonia, dove fu immediatamente messo in pensione dalle autorità comuniste.
Inizialmente visse a Katowice e dal gennaio 1948 a Varsavia.  Lavorò nell'ufficio di progettazione dell'industria dei silicati e dal 1961 nell'Associazione municipale di progettazione edilizia di Varsavia.  Nel dicembre 1954 ricevette il titolo di leader sindacale.  Nella primavera del 1969 andò in pensione.
In protesta contro l'assegnazione da parte delle autorità della Repubblica Popolare di Polonia (assegnata nel 1974, consegnata a Varsavia il 22 luglio 1974, ordine ricevuto nel 1990) al leader sovietico Leonid Il'ič Brežnev dell'Ordine Virtuti militari di I classe, organizzò nel 1976 una cerimonia di consegna degli Ordini Virtuti militari al Santuario di Częstochowa da parte dei comandanti militari prebellici ancora in vita.
Fu autore, tra gli altri di Attività del gruppo operativo "Śląsk" 1-3 settembre 1939 e Preparazione del distretto industriale centrale della Slesia per la difesa nel periodo tra le due guerre. Si spense a Varsavia il 5 ottobre 1977, e fu sepolto l'8 ottobre successivo nel locale cimitero di Bródno (lotto 11A-3-5).